# Voodoo Man
Voodoo Man ist ein US-amerikanischer Horrorfilm aus dem Jahr 1944 von William Beaudine mit Bela Lugosi und John Carradine in den Hauptrollen. Der Film ist bislang in Deutschland nicht veröffentlicht worden.

## Handlung
Nachdem drei junge Frauen in der Nähe der Kleinstadt Twin Falls spurlos verschwunden sind, soll der junge Autor Ralph Dawson für eine Filmgesellschaft ein Drehbuch über den Vorfall verfassen. Dawson reist nach Twin Falls, in erster Linie aber um Zeit mit seiner Verlobten Betty Benton verbringen zu können. Dawsons Wagen bleibt jedoch ohne Sprit liegen. Bettys Cousine Stella kommt zufällig vorbei und nimmt Dawson mit. Auf derselben Straße, auf der die drei Frauen verschwunden sind, bleibt auch Stellas Wagen mit einem mysteriösen Defekt zum Stehen. Während Dawson zu einem nahegelegenen Haus geht, um Hilfe zu holen, wird Stella von zwei Männern, Toby und Grego, entführt. Stella wird durch einen unterirdischen Tunnel zu Dr. Marlowe gebracht, der Stella hypnotisiert. Er will die Seele der Frau in den Körper seiner vor 20 Jahren verstorbenen Ehefrau Evelyn bringen und diese so zum Leben erwecken.
Dawson erreicht das Haus, das Domizil Dr. Marlowes, und wird abgewiesen. Er kehrt zum Wagen zurück und findet ihn verlassen vor. Im Glauben, Stella sei einfach ohne ihn losgefahren, macht sich Dawson auf den Weg in die Stadt. Bei seiner Verlobten angekommen stellt er fest, dass Stella verschwunden ist. Der hinzugerufene Sheriff erkennt Gemeinsamkeiten zwischen Stellas Verschwinden und dem Verschwinden der drei jungen Frauen. Der Sheriff macht sich auf den Weg zu Marlowe um diesen zu befragen.
Der Versuch, Stellas Seele in den Körper von Evelyn zu transferieren, war nur teilweise erfolgreich. Marlowe, der ein Voodoo-Ritual mit der Hilfe des Voodoopriesters Nicholas durchgeführt hat, sucht nun ein weiteres Opfer. Während der Wissenschaftler vom Sheriff befragt wird, lässt Toby Stella, die sich in tiefer Trance befindet, versehentlich frei. Stella wandert durch den Tunnel zurück ins Freie und wird vom Sheriff aufgegriffen und zu Betty gebracht. In ihrer Not, die junge Frau wieder zu Bewusstsein zu bringen, rufen sie Dr. Marlowe zu Hilfe. Er verordnet Stella Ruhe, kann sie jedoch in der Nacht zurück in sein Haus locken.
Dawson und Betty suchen am nächsten Tag Marlowe auf, begegnen jedoch der totgeglaubten Evelyn, die in Stellas Kleid durch das Haus wandert. Verwirrt suchen die beiden einen Lokal auf, um über die Begegnung zu sprechen. Während Dawson einen Anruf macht, wird Betty von Marlowe, der den beiden gefolgt ist, in Trance versetzt und zurück zum Haus gebracht. Jedoch gibt es einen Zeugen, der Dawson informiert, dass Betty und Marlowe in Bettys Auto abgefahren sind. Sie fahren zu Marlowes Haus und finden Bettys Auto. Der Zeuge fährt in die Stadt um den Sheriff zu holen, während Dawson den Eingang zu Marlowes Tunnel findet. Zwar kann Dawson die Voodoo-Zeremonie unterbrechen, wird jedoch von Grego niedergeschlagen.
Der Sheriff und sein Deputy dringen ins Haus ein, können aber den Seelentransfer nicht verhindern. Marlowe greift den Sheriff an, wird von diesem aber erschossen. Sein Tod hat zur Folge, dass Evelyn zusammenbricht und Betty, Stella und die drei vermissten Frauen wieder zu Bewusstsein kommen. Dawson kann nun sein Drehbuch verfassen und schlägt vor, für den Film Bela Lugosi die Hauptrolle zu geben.

## Kritiken
Das Magazin "Time Out" beschrieb das Werk als angenehm geschmacklosen B-Film mit hauchdünner Action und einem heftig überziehenden Bela Lugosi.
Dave Sindelar kritisierte auf seiner Website "Fantastic Movie Musings and Ramblings" die beklagenswerte Fehlbesetzung Carradines und Zuccos.

## Hintergrund
Die Uraufführung des Films fand am 21. Februar 1944 statt.
Der Film ist public domain und ist im Internet Archive archiviert.